# Fujiwara no Shōshi
Fujiwara no Shōshi (藤原彰子 (Đằng Nguyên Chương Tử) 988 – 25 tháng 10, 1074), hay Thượng Đông Môn viện (上東門院 Jōtōmon-in), là con gái lớn của Fujiwara no Michinaga và là Hoàng hậu Nhật Bản tại vị từ năm 1000 đến năm 1011. Bà tiến cung cho Thiên hoàng Ichijou khi mới 12 tuổi. Nhờ quyền lực, ảnh hưởng và những mưu mô chính trị, bà nhanh chóng thăng tiến lên chức vị Trung cung (中宮 Chūgū). Với địa vị chính cung của mình, bà đã được hầu cận bởi những vị Nữ quan có tài năng và học thức, trong đó có nữ danh sĩ Murasaki Shikibu, tác giả của Truyện kể Genji.
Năm bà 20 tuổi, bà hạ sinh hai con trai cho Thiên hoàng Ichijou, cả hai về sau đều trở thành Thiên hoàng, do đó, bà đã bảo toàn được vị thế cho dòng họ Fujiwara. Năm bà 30 tuổi, bà trở thành một nữ tu Phật giáo, từ bỏ các bổn phận và tước hiệu trong cung.Song bà vẫn tiếp tục là một thành viên có ảnh hưởng trong gia đình hoàng thất cho đến khi qua đời ở tuổi 86.

## Hoàng hậu
Vào giữa thế kỷ thứ 9, Fujiwara no Yoshifusa tuyên bố ông ta sẽ là quan nhiếp chính cho Thiên hoàng Seiwa. Như vậy, gia tộc Fujiwara đã toàn quyền kiểm soát nền chính trị cho đến cuối thế kỷ 11, thông qua các cuộc hôn nhân chính trị giữa những cô con gái nhà Fujiwara với các thành viên hoàng thất. Fujiwara no Michinaga đã sắp xếp cho bốn cô con gái của mình kết hôn với các vị Thiên hoàng. Vào thời kỳ này, các vị Thiên hoàng nắm giữ rất ít quyền lực,  vị trí của họ chỉ là danh nghĩa, mang tính nghi lễ nhiều hơn và tuổi còn quá trẻ. Thay vào đó, quyền lực chính trị được nắm giữ bởi một vị quan nhiếp chính, với quyền lực thường được đo bằng mức độ chặt chẽ của nhiếp chính trong mối quan hệ cá nhân của họ với gia đình Hoàng thất. Năm 995, hai anh em của Michinaga là Fujiwara no Michitaka và Fujiwara no Michikane lần lượt qua đời, Triều đình không còn ai có thể nắm quyền; và Michinaga đã chiến thắng trong cuộc đấu tranh quyền lực với cháu trai Fujiwara no Korechika, anh vợ của Thiên hoàng Ichijou và là anh trai của Hoàng hậu Teishi, cộng với sự giúp đỡ của chị gái Senshi (mẹ của Thiên hoàng Ichijou, vợ của Thiên hoàng En'yū). Do Hoàng hậu Teishi ủng hộ Korechika, nên sau đó bà bị trục xuất khỏi cung, cũng như mất đi quyền lực của mình.

Bốn năm sau, Michinaga cho con gái lớn Shōshi tiến cung cho Thiên hoàng Ichijou, khi đó bà mới 12 tuổi. Một năm sau khi Shōshi tiến cung, trong nỗ lực phá hoại ảnh hưởng chính trị của Hoàng hậu Teishi và tăng cường vị thế cho bà, Michinaga ép buộc Thiên hoàng phải phong cho bà làm Hoàng hậu, mặc dù trước đó Teishi đã nắm giữ địa vị này. Như nhà sử học Donald Shively giải thích, "Michinaga đã gây sốc ngay cả những người theo phe mình bằng cách sắp xếp cuộc gặp giữa Hoàng hậu Teishi (Hoàng hậu Sadako) với Hoàng hậu Shōshi như giữa hai người có địa vị tương đương nhau. Teishi giữ danh hiệu Hoàng hậu. và sau đó bà vẫn trở thành Thái hậu (Kōtaigō), sau là Thái hoàng Thái hậu  (Taikōtaigō).

## Nữ quan của Hoàng hậu

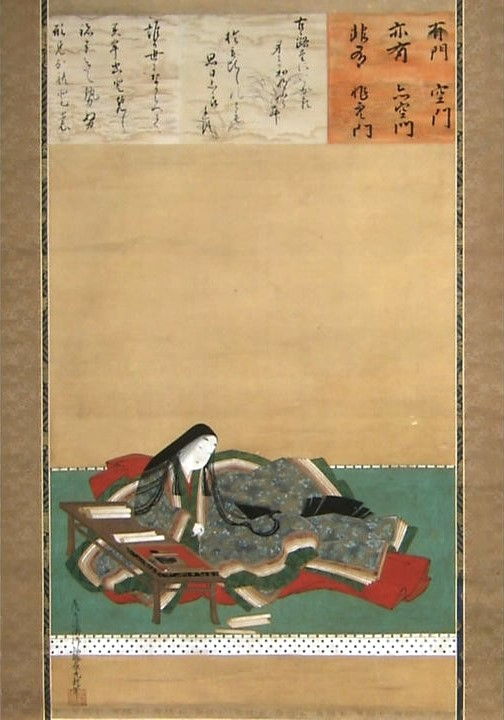
Nữ danh sĩ Murasaki Shikibu, được thể hiện trong bức tranh minh họa cuối thế kỷ 16 của Tosa Mitsuoki, đã trở thành nữ quan hầu cận cho Hoàng hậu Shōshi vào năm 1005.

Để gây dựng uy tín cho Hoàng hậu Shōshi và giúp bà cạnh tranh và đạt được tầm ảnh hưởng lớn trong triều đình, Michinaga đã cho tìm kiếm những vị Nữ quan tài năng, có học thức để có thể hầu hạ tốt cho con gái, giúp bà cạnh tranh với Hoàng hậu Teishi và Công chúa Seishi (con gái của Thiên hoàng Murakami). Michinaga đã cho vời Murasaki Shikibu, tác giả của Truyện kể Genji, đến hầu cận cho Hoàng hậu Shōshi, cùng với Izumi Shikibu và Akazome Emon. Trong khi đó, hầu cận Hoàng hậu Teishi, là nữ văn sĩ Sei Shōnagon, tác giả của Truyện gối đầu. Những vị Nữ quan của cả hai vị hoàng hậu đã viết một số văn kiện thời Heian, tất cả đều đạt được độ nổi tiếng nhất định và ảnh hưởng lớn đến thế hệ sau này.

Mặc dù phải sống trong Hoàng cung theo truyền thống, nơi ở chính của Hoàng hậu Shōshi lại thuộc về một trong những tòa thành của cha bà, đặc biệt là sau khi Hoàng cung xảy ra hỏa hoạn vào năm 1005. Khi Murasaki trở thành nữ quan trong cung Hoàng hậu,Hoàng hậu Shōshi đã 16 tuổi, và vị nữ quan ấy đã dạy cho bà tiếng Trung. Học giả Nhật Bản Arthur Waley mô tả Hoàng hậu Shōshi với dáng vẻ nghiêm túc dựa trên đoạn Nhật ký của Murasaki: "Năm tháng trôi qua, Hoàng hậu bắt đầu có thêm kinh nghiệm về cuộc sống và không còn phán xét người khác bởi sự cứng nhắc khuôn khổ như trước đây, nhưng trong khi đó, triều đình riêng của Người đã nổi tiếng về sự ngu dốt cực độ, và bị mọi người xa lánh ". Hơn nữa, Murasaki đã thuật lại lời khuyên mà Hoàng hậu Shōshi dành cho những vị Nữ quan của mình: 
 Hoàng hậu thực sự vẫn liên tục cảnh báo chúng tôi rằng đó là một sai lầm lớn khi đi quá xa, 'một cú trượt cũng có thể mang lại hậu quả rất tệ hại,' và cứ thế, theo kiểu cũ; nhưng bây giờ Ngài ấy cũng cầu xin chúng ta đừng từ chối những tiến bộ theo cách làm tổn thương cảm xúc của mọi người. Thật không may, thói quen từ lâu không dễ dàng thay đổi; hơn nữa, bây giờ khi những người anh em cực kỳ sành sỏi của Hoàng hậu mang rất nhiều cận thần bằng hữu của họ đến cung Hoàng hậu giải khuây, chúng tôi phải ra mặt tự vệ chỉ để chứng tỏ với họ rằng mình có học thức và đạo đức '. 

## Thân mẫu của Thiên hoàng
Hoàng hậu Shōshi sinh hạ cho Thiên hoàng Ichijou hai đứa con trai vào năm 1008 và 1009. Những lần sinh nở của bà được mô tả chi tiết trong Nhật ký của Murasaki. Các vị Hoàng tử được sinh ra tại thành Tsuchimikado của ông nội, còn các linh mục Phật giáo thì chứng kiến các nghi thức. Khi sinh người con trai thứ hai là Thân vương Atsuhira, Hoàng hậu Shōshi đã phải trải qua lần sinh nở khó khăn; cho rằng đó là do những linh hồn xấu xa gây ra, bà đã thực hiện nghi thức xuống tóc, mặc dù chỉ có một lọn tóc của bà được cắt. Nghi thức này được coi là một lễ xuất gia nhỏ, hay nghi thức khai tâm Phật giáo, với mục đích nhận được sự bảo vệ của thần linh đối với bà và con trai khỏi nguy hiểm.
 Nghi lễ được thực hiện vào những ngày cụ thể sau khi sinh. Sau đó, Michinaga đã đến thăm Shōshi với một nghi lễ xa hoa vào 16 ngày sau khi bà sinh con. Trong nhật ký của mình, sĩ nữ Murasaki đã mô tả quần áo của một người phụ nữ tham dự nghi thức, với "lớp vỏ áo của bà ta có năm còng trắng lót bằng đỏ sẫm, và áo choàng màu đỏ thẫm của bà được làm bằng lụa". Vào ngày thứ 50 sau khi sinh, một buổi lễ được tổ chức, trong đó vị Thân vương mới sinh được dâng lên một miếng mochi; Michinaga đã thực hiện nghi thức dâng bánh gạo cho cháu trai Atsuhira. Trong nhật ký của mình, Murasaki đã mô tả sự kiện mà có lẽ bà đã tham dự.
Nhờ vào ảnh hưởng của ông ngoại Michinaga,nên hai người con trai của Hoàng hậu Shōshi có cơ hội trở thành người thừa kế ngai vàng hơn là con của Hoàng hậu Teishi, đặc biệt là sau khi Teishi qua đời vào năm 1001. Khi Thiên hoàng Ichijou thoái vị vào năm 1011 và băng hà ngay sau đó, trưởng tử của Hoàng hậu Shōshi đã được sắc phong làm Hoàng Thái tử, về sau ông lên ngôi, trở thành Thiên hoàng Go-Ichijō. Vào thời điểm đó, Hoàng hậu Shōshi đã dời đến tư dinh gia tộc Fujiwara ở gần hồ Biwa; bà cũng được cho là đã đem theo vị nữ quan thân cận của mình là Murasaki. Vào năm 1016, Michinaga tiến cung con gái Kenshi cho Thiên hoàng Sanjō, và cũng buộc Thiên hoàng phải phế ngôi Thái tử đang vốn dĩ thuộc về Thân vương Atsuakira, con trưởng của ông. Cuối cùng, con trai thứ hai của Shōshi đã được phong làm Hoàng Thái tử kế nhiệm vào năm 1017, về sau ông lên ngôi, trở thành Thiên hoàng Go-Suzaku. Nhờ có hai người con trai lần lượt trở thành Thiên hoàng và Hoàng Thái tử, vị trí của Shōshi đã được bảo toàn và bà đã gây dựng được tầm ảnh hưởng mạnh mẽ cho mình trong Triều đình.
Trong nhiều năm sau đó, quyền lực của Shōshi được lan rộng sang ngoại thích và bằng hữu, giúp họ trở thành những người nắm giữ chức vị cao trong Triều đình. Những vị cung phi tiến cung cho Thiên hoàng mà bà chọn lựa đều thuộc về hậu duệ trực tiếp của cha bà, nhờ đó bà đã khẳng định được quyền kiểm soát dòng dõi của cha mình trong nhiều năm.

## Nữ tu

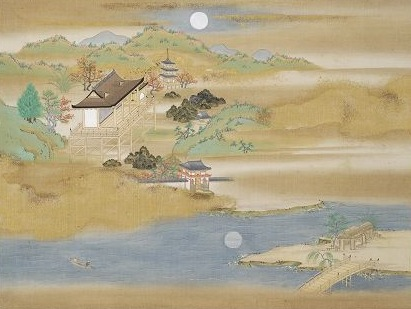
Shoshi có khả năng sống ở vùng Hồ Biwa, được thể hiện trong một bức tranh minh họa cuối thế kỷ 17 của Tosa Mitsuoki, sau khi bà nghỉ hưu.

Theo truyền thống của một phụ nữ quý tộc thời Heian, bà trở thành một nyūdō và sống một cuộc sống thế tục, như cha bà và người dì Seishi của bà. Vào năm 1026, Shōshi đã trải qua một nghi thức xuất gia để trở thành một nữ tu Phật giáo. Nghi thức được thực hiện vô cùng xa hoa, tại một nơi được trang trí với những chiếc bình phong được trang trí bởi những đốm lá dát vàng, những vật phẩm quý giá, và các cận thần trong những bộ y phục xa xỉ tham dự. Nghi thức được thực hiện bởi năm linh mục, ba đại diện cho thứ bậc cao cấp nhất của chức tư tế Phật giáo, một trong số đó là anh em họ của Shōshi, cũng là người thực hiện nghi lễ xuống tóc cho bà. Mái tóc dài của bà được cắt  theo kiểu amasogi, và được ban viện hiệu là Thượng Đông Môn viện. Đây cũng là bước ngoặt lớn trong cuộc đời của bà. Tuy nhiên, những nghiên cứu lịch sử gần đây đã cho thấy quyền lực chính trị của bà lúc này vẫn vô cùng lớn, mặc dù bà đã từ bỏ nhiệm vụ Hoàng gia và cống hiến hết mình cho các nghi lễ Phật giáo. Theo phong tục truyền thống dành cho quý tộc thời ấy, Shōshi đã thực hiện lần lượt các nghi thức; rất lâu sau đó, trong một nghi thức khác, bà đã nhận được những lời thề đầy đủ và tại thời điểm đó bà đã trải qua một lần xuống tóc quy y.
Hai vị hoàng hậu đầu tiên xuất gia là Hoàng hậu Seishi, sau đó là Hoàng hậu Shōshi. Vai trò của Shōshi lúc này là Nữ tu theo Eiga Monogatari, về sau, những nữ quyến Hoàng thất khác cũng noi gương theo họ mà xuất gia.

Bà mất vào năm 1074, hưởng thọ 86 tuổi.